# Bedwin Hacker
Bedwin Hacker es una película tunecina, dirigida por Nadia El Fani en 2002.

## Sinopsis
Para dialogar en sentido sur-norte, Kalt joven mujer magrebí, genio de la informática, piratea los satélites e interfiere las televisiones europeas. Los servicios de seguridad, dirigidos por Julia, su alter ego, están persiguiéndola por internet. Bedwin Hacker nació de una urgencia: ¡la de tomar la palabra! Aquí o allá....Contar la historia de personajes desfasados, rebeldes, marginados pero resistentes, la cara oculta de esta sociedad que al mismo tiempo es moderna y reaccionaria en el África del Norte actual.